# Thamnophilus shumbae
El batará del Marañón (Thamnophilus shumbae), es una especie —o la subespecie T. bernardi shumbae, dependiendo de la clasificación considerada— de ave paseriforme de la familia Thamnophilidae  perteneciente al numeroso género Thamnophilus. Es endémica del centro norte de Perú.

## Distribución y hábitat
Se distribuye en una pequeña región del centro norte de Perú, en la cuenca del bajo río Marañón y en el valle del Chinchipe en el este del departamento de Cajamarca y oeste del departamento de Amazonas.
Habita en el sotobosque de bosques caducifolios, crecimientos secundarios y arbustales riparios.

## Sistemática

### Descripción original
La especie T. shumbae fue descrita por primera vez por el ornitólogo estadounidense Melbourne Armstrong Carriker en 1934 bajo el nombre científico Sakesphorus bernardi shumbae; la localidad tipo es: «Shumba, 1500 pies [c. 450 m], 20 millas [c. 32 km] al norte de Jaén, Cajamarca, Perú».

### Etimología
El nombre genérico «Thamnophilus» deriva del griego «thamnos»: arbusto y «philos»: amante; «amante de arbustos»; y el nombre de la especie «shumbae», se refiere a la localidad tipo: Shumba, Cajamarca, Perú.

### Taxonomía
Hasta ahora es tratada como conespecífica con Thamnophilus bernardi, pero las clasificaciones Aves del Mundo (HBW) y Birdlife International (BLI) consideran a la presente como especie separada, con base en diferencias morfológicas y de vocalización. Sin embargo, esto no es todavía reconocido por otras clasificaciones. Es monotípica.
Las principales diferencias morfológicas apuntadas por HBW para la separación son: el menor tamaño, notablemente la cola más corta; las partes inferiores de la hembra blanquecinas teñidas de beige y no beige tostado pálido; en el macho, la mancha negra del pecho muy reducida, de forma que la región malar y los auriculares son blanquecinos manchados de negro, más que negros o negruzcos; en el macho la coloración dorsal más oscura, menos rufa. El canto es más rápido, con mayor ritmo, y duración de las notas más corta.